# Sabella mossambica
Sabella mossambica är en ringmaskart som beskrevs av Peters 1855. Sabella mossambica ingår i släktet Sabella och familjen Sabellidae. Inga underarter finns listade i Catalogue of Life.